# Blaenau Ffestiniog
Blaenau Ffestiniog ([ˈblaɪnaɪ fesˈtɪnjɒg]) este un oraș mic în nordul Țării Galilor în comitatul Gwynedd.
Populația orașului la recensământul din 2001 era de 4.830 locuitori.